# Teataja

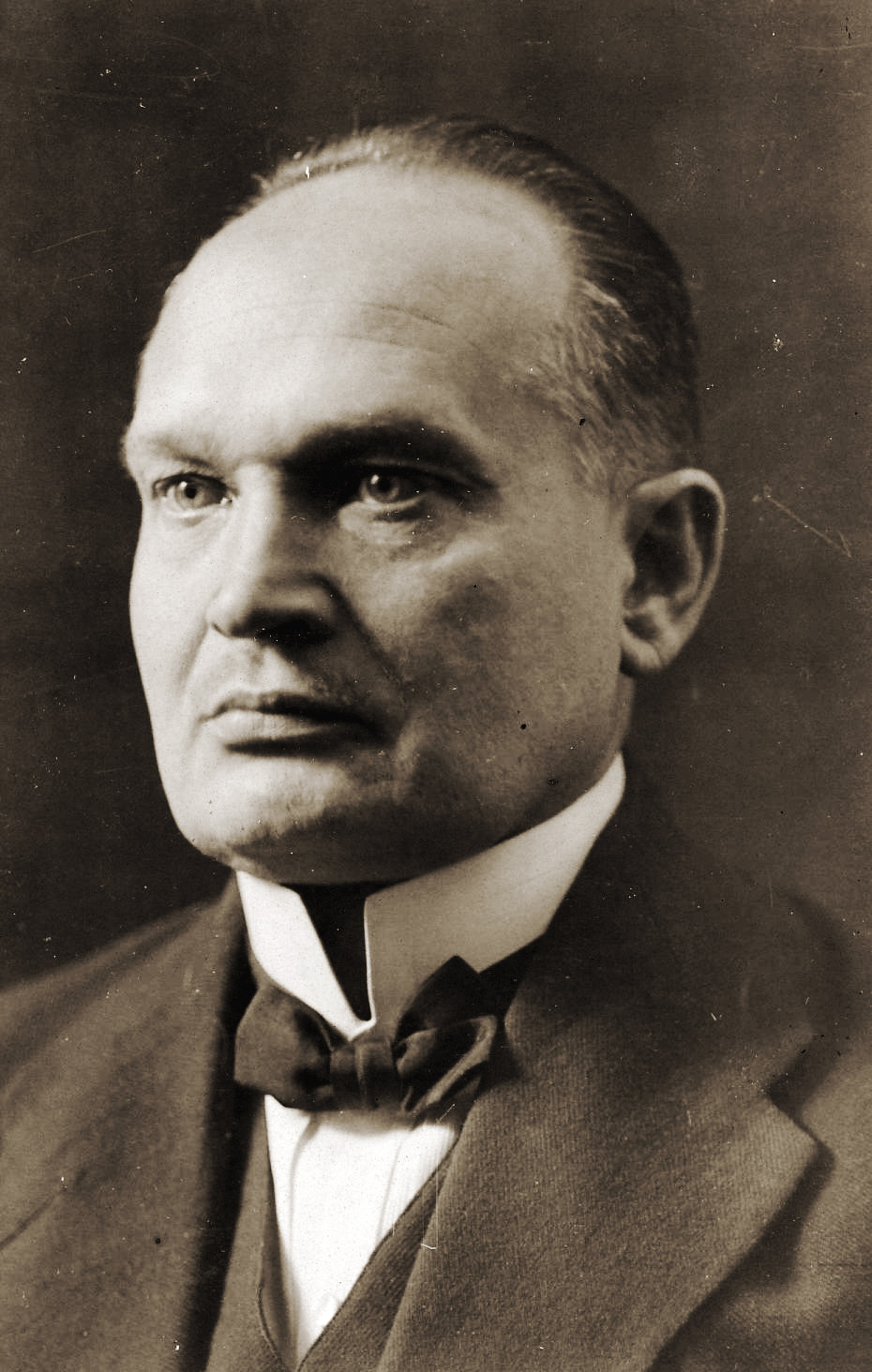
Konstantin Päts (Aufnahme von Anfang der 1920er Jahre)

Teataja (zu deutsch „Anzeiger“) war der Name einer estnischsprachigen Tageszeitung. Sie erschien von 1901 bis 1905 in Tallinn.

## Zeitung
Teataja war ein demokratisch-bürgerlich ausgerichtetes Blatt. Die Artikel legten viel Wert auf die Erörterung gesellschaftlicher und wirtschaftlicher Fragen. Das in der estnischen Hauptstadt Tallinn erscheinende Blatt stellte damit eine starke Konkurrenz zur estnischen Tageszeitung Postimees dar, die unter der Leitung von Jaan Tõnisson in Tartu erschien und vor allem im Süden des heutigen Estlands populär war. Im Gegensatz zu Teataja vertrat der seit 1891 als Tageszeitung herausgegebene Postimees eine idealistische Ausrichtung.
Die erste Ausgabe von Teataja erschien am 10. November 1901. Die Druckauflage betrug zwischen 5500 und 6500 Exemplaren, 1904 sogar 8750 Exemplare.
Herausgeber und Chefredakteur war der Rechtsanwalt und Politiker Konstantin Päts. Zur Redaktion gehörten führende politische Vordenker und Schriftsteller wie Eduard Vilde (der maßgeblichen Anteil an der Gründung hatte), Hans Pöögelmann (der Ende 1905 der maßgebliche Redakteur der Zeitung war), Mihkel Martna, Mihkel Pung, Otto Münther, Johannes Voldemar Veski und Anton Hansen Tammsaare.